# Milatycze
Milatycze – wieś na Ukrainie w rejonie lwowskim (wcześniej w rejonie pustomyckim) należącym do obwodu lwowskiego. 
W II Rzeczypospolitej wieś w powiecie lwowskim województwa lwowskiego. W latach 1941–1944 istniała gmina Milatycze.
W latach 1943–1944 nacjonaliści ukraińscy z OUN-UPA zamordowali tutaj 12 Polaków.
Urodził się tu Adam Teofil Solski vel Solecki (ur. 4 stycznia 1895, zm. 9 kwietnia 1940 w Katyniu) – major piechoty Wojska Polskiego, uczestnik czterech wojen, kawaler Orderu Virtuti Militari, ofiara zbrodni katyńskiej.

## Położenie
Na podstawie Słownika geograficznego Królestwa Polskiego i innych krajów słowiańskich: Milatycze to wieś w powiecie lwowskim, 15 km na południowy wschód od Lwowa, 7 km na południowy zachód od urzędu pocztowego w Dawidowie .